# Myrioblephara apicata
Myrioblephara apicata là một loài bướm đêm trong họ Geometridae.